# Comuna Hrușca, Stînga Nistrului
Comuna Hrușca este o comună din Unitățile Administrativ-Teritoriale din Stînga Nistrului, Republica Moldova. Este formată din satele Hrușca (sat-reședință) și Frunzăuca.
Conform recensământului din anul 2004, populația localității era de 1.290 locuitori, dintre care 921 (71.39%) moldoveni (români), 309 (23.95%) ucraineni si 46 (3.48%) ruși.